# Agnetha & Frida: The Voice of ABBA
Agnetha & Frida: The Voice of ABBA es un álbum recopilatorio de canciones de las cantantes Agnetha Fältskog y Anni-Frid Lyngstad (Frida), exmiembros del grupo de pop sueco ABBA, lanzado en 1994. La compilación cuenta con un total de catorce pistas, siete de cada cantante.

## Recepción
William Ruhlmann de AllMusic comentó que «los fanáticos de ABBA reconocerán la dulce voz de Fältskog y la voz un poco más osada de Frida, por supuesto, pero eso es lo máximo del sonido de ABBA como escucharán. Los dos cantantes intentaron conocer el pop de principios de los 80, con su dependencia de sintetizadores y ritmos de baile stop-start, en lugar de copiar el pop homogeneizado neo-60 de ABBA. Tal como lo habían hecho con los escritores y productores de ABBA Benny Andersson y Björn Ulvaeus, sirvieron como portavoces de con quien estuvieran trabajando, ya sea [Phil] Collins o alguien más». John DePrisco de Amazon elogió todas las canciones, mientras que al mismo tiempo afirmó que «de alguna manera les falta un poco de la calidad que tenían cuando [Fältskog y Lyngstad] cantaban juntas».

## Lista de canciones
| N.º   | Título                              | Artista | Duración |  |
| 1.    | «The Heat Is On»                    | Agnetha | 4:59     |  |
| 2.    | «I Know There's Something Going On» | Frida   | 5:31     |  |
| 3.    | «You're There»                      | Agnetha | 3:32     |  |
| 4.    | «To Turn the Stone»                 | Frida   | 5:19     |  |
| 5.    | «Just One Heart»                    | Agnetha | 3:47     |  |
| 6.    | «That's Tough»                      | Frida   | 5:06     |  |
| 7.    | «Turn the World Around»             | Agnetha | 4:19     |  |
| 8.    | «I Got Something»                   | Frida   | 4:06     |  |
| 9.    | «We Should Be Together»             | Agnetha | 4:02     |  |
| 10.   | «Shine»                             | Frida   | 4:43     |  |
| 11.   | «I Won't Let You Go»                | Agnetha | 3:43     |  |
| 12.   | «Here We'll Stay»                   | Frida   | 4:06     |  |
| 13.   | «Wrap Your Arms Around Me»          | Agnetha | 5:17     |  |
| 14.   | «Heart of the Country»              | Frida   | 4:38     |  |
| 35:19 |                                     |         |          |  |